# Исфаэл Герой
Исфаэл Герой (Исфаэл ап Кунеда; валл. Ysfael Gwron, Ysfael ap Cunedda) — правитель Исвейлиона, суб-королевства, подчиненного королевству Гвинед.

## Биография
Исфаэл родился в семье правителя Гвинеда Кунеды ап Эдерна и его жены Гваулы, дочери Коэля Старого.
После смерти отца Исфаэл унаследовал остров Англси, так как участвовал в своё время в его освобождении от ирландцев. Основанное им государство стало называться Исфейлион.
Однако и в годы правления Исфаэла, набеги ирландцев не прекращались и он с успехом отражал их атаки на остров. Помимо острова, ему также принадлежал берег по той стороне пролива Менай, где располагалась крепость Каэр-Гох.
Около 500 года Исфаэл умер и суб-королём Исфейлиона стал его старший сын Мейлир.